# Anson Brown
Anson Brown (* 1800 in Charlton, New York; † 14. Juni 1840 in Ballston Spa, New York) war ein US-amerikanischer Jurist und Politiker. Er vertrat in den Jahren 1839 und 1840 den Bundesstaat New York im US-Repräsentantenhaus.

## Leben
Anson Brown besuchte öffentliche Schulen und graduierte 1819 am Union College in Schenectady. Er studierte Jura. Nach dem Erhalt seiner Zulassung als Anwalt begann er in Ballston Spa zu praktizieren. Er war einer der ersten Direktoren der Ballston Spa State Bank (heute Ballston Spa National Bank), welche 1830 gegründet wurde. Politisch gehörte er der Whig Party an. Bei den Kongresswahlen des Jahres 1838 für den 26. Kongress wurde er im elften Wahlbezirk von New York in das US-Repräsentantenhaus in Washington, D.C. gewählt, wo er am 4. März 1839 die Nachfolge von John I. De Graff antrat. Er verstarb vor Ende seiner Amtszeit am 14. Juni 1840 in Ballston Spa und wurde dann auf dem Friedhof der Ballston Spa Cemetery Association beigesetzt.